# Detlef Raugust
Detlef Raugust (Maagdenburg, 26 augustus 1954) is een voormalig voetballer uit Oost-Duitsland, die speelde als verdediger. Hij kwam zijn gehele loopbaan uit voor 1. FC Magdeburg. Met die club won hij in 1974 de Europacup II door in de finale, gespeeld in Rotterdam, af te rekenen met het AC Milan van trainer Giovanni Trapattoni: 2–0.

## Interlandcarrière
Raugust kwam in totaal drie keer (nul doelpunten) uit voor de nationale ploeg van Oost-Duitsland in de periode 1978–1979. Onder leiding van bondscoach Georg Buschner maakte hij zijn debuut op 8 maart 1978 in de vriendschappelijke wedstrijd tegen Zwitserland (3–1) in Karl-Marx-Stadt, net als Werner Peter (HFC Chemie Halle).

## Erelijst
1. FC Magdeburg
- DDR-Oberliga: 1973/74, 1974/75
- FDGB-Pokal: 1972/73, 1977/78, 1978/79, 1982/83
- Europacup II: 1973/74